# اليوم الأبيض

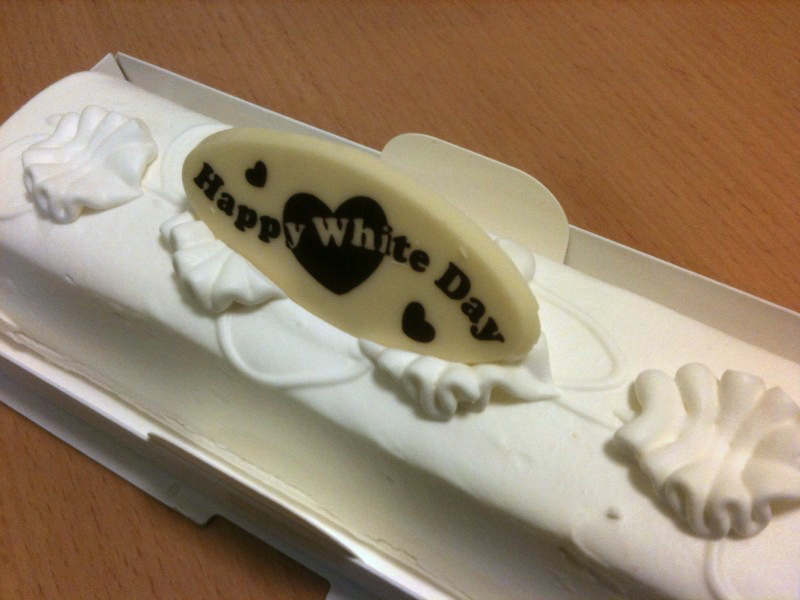
كاتو لليوم الأبيض.

اليوم الأبيض (باليابانية: ホワイトデー؛ كورية: 화이트데이؛ صينية: 白色情人節) هو عيد يحتفل به بعد شهر من عيد الحب في يوم 14 مارس في اليابان وكوريا وتايوان.
في اليابان؛ يحتفل باليوم الأبيض كعيد الحب. فبينما في عيد الحب تقوم الإناث بإعطاء هدايا الشوكولاتة (التي تشترى من المتاجر أو تصنع يدويا) للذكور كتعبير عن الحب، يقوم الذكور في اليوم الأبيض بإهداء الإناث اللواتي أهدينه هدايا تكون عادة أغلى من تلك التي تلقاها في عيد الحب، حيث تتنوع هذه الهدايا من الحلويات والشوكولا إلى المجوهرات والملابس أو الدمى.

## الأصل
بدأ الاحتفال بعيد الحب لأول مرة في اليابان في عام 1936، ولكن لم يبدأ الاحتفال به على نطاق واسع حتى سبعينيات القرن الماضي، وكان يحتفل به بصورة مختلفة عن تلك الموجودة في الغرب. كان في الأساس فرصة للفتيات للاعتراف بإعجابهن بشاب. في عام 1977، قامت شركة الحلويات Ishimuramanseido التي تتخذ من مدينة فوكوكا مقراً لها بتسويق حلوى الخطمي للرجال في 14 مارس، واصفة تلك المناسبة بـ يوم المارشيميلو (マシュマロデー Mashumaro Dē). تم الاحتفال باليوم الأبيض لأول مرة في عام 1978 في اليابان. وقد بدأت الاحتفال الرابطة الوطنية لصناعة الحلويات، واعتبرته «يوم الرد» على عيد الحب بحيث أنه يجب على الرجال أن يردوا في هذا اليوم على الهدايا التي تلقوها في عيد الحب؛ كانت لجنة الجمعية التي ابتكرت هذا اليوم من الرجال في منتصف العمر، واجتمعوا في فندق كيو بلازا في طوكيو.
بعد ذلك بوقت قصير، بدأت شركات الحلويات في تسويق الشوكولاتة البيضاء. الآن، يقدم الرجال الشوكولاتة البيضاء والسوداء، بالإضافة إلى الهدايا الأخرى الصالحة للأكل وغير الصالحة للأكل، مثل المجوهرات أو الأشياء ذات القيمة العاطفية، أو الملابس البيضاء إلى النساء اللائي تلقين منهن الشوكولاتة في يوم عيد الحب قبل شهر واحد. كما يتم تقديم الزهور والهدايا الأخرى في هذا اليوم.

## الاحتفال
يتم الاحتفال باليوم الأبيض بعد شهر واحد من عيد الحب، في 14 مارس. في البلدان التي تحتفل باليوم الأبيض، عادة ما يتم الاحتفال بعيد الحب من قبل النساء والفتيات بتقديم هدايا الشوكولاتة (سواء تلك التي تم شراؤها من المتجر أو المصنوعة يدويًا)، عادةً للرجال والأولاد ، كتعبير عن الحب أو المجاملة أو الالتزام الاجتماعي.
في اليوم الأبيض، يحدث العكس: الرجال الذين حصلوا على honmei-choco (本命チョコ?, 'شيكولاتة الحب')
 أو giri-choco (義理チョコ?, 'شيكولاتة المجاملة')
 في عيد الحب من المتوقع أن يردوا الجميل من خلال تقديم الهدايا للنساء. يتم تبادل الهدايا بين الأزواج والأصدقاء وزملاء العمل. تقليديًا، تشتمل هدايا اليوم الأبيض الشهيرة على أطعمة مثل الشوكولاتة البيضاء، والمارشميلو، والحلوى، والبسكويت، وغيرها من الملحقات «البيضاء» مثل المجوهرات والحقائب والمستحضرات والملابس. في الوقت الحاضر، لم يعد من المشترط أن تكون الهدايا بيضاء.
في بعض الأحيان يتم استخدام مصطلح sanbai gaeshi (三倍返し?)
 لوصف القاعدة التي ينصح بها عمومًا للرجال والتي تنص على أن هدية اليوم الأبيض يجب أن تكون ضعف قيمة هدية عيد الحب التي تلقوها. في النصف الأخير من عقد 2010، أشارت أرقام المبيعات إلى انخفاض شعبية الاحتفال. ينظر إلى ذلك على أنه نتيجة لانخفاض مبيعات الشوكولاتة في يوم عيد الحب. سبب آخر لانخفاض الشعبية هو تغير أدوار الجنسين في الثقافة اليابانية.

### دوليًا
خارج اليابان، انتشرت ممارسة تقديم هدايا بعد شهر واحد من عيد الحب في دول أخرى. في تلك الثقافات الأخرى، يتم الاحتفال باليوم الأبيض في الغالب بطريقة مماثلة. بعض الأمثلة هي الصين، كوريا الجنوبية، تايوان، وفيتنام.
في كوريا الجنوبية، بعد شهر من اليوم الأبيض، أولئك الذين لم يتلقوا أي هدايا يحتفلون باليوم الأسود. بشكل عام يتم الاحتفال بهذا اليوم من قبل أولئك الذين ليس لديهم شريك.